# Aristocles (beeldhouwer)
Aristocles (Oudgrieks: Ἀριστοκλῆς / Aristokles) was een Attisch beeldhouwer uit het eind van de 6e eeuw v.Chr.
Hij is enkel bekend door twee signaturen, waarvan er één voorkomt op de beroemde Stele van de krijger Aristion (in het Nationaal Archeologisch Museum van Athene).
- Library of Congress Control Number: nr94007080
- Union List of Artist Names: 500086334
- Virtual International Authority File: 68809452
- WorldCat: E39PCjqrXmYBmypqvbKWf7My7d